# Magoffin County
Magoffin County är ett administrativt område i delstaten Kentucky, USA, med 13 333 invånare år 2010. Den administrativa huvudorten (county seat) är Salyersville. Magoffin County bildades 22 februari 1860 av Floyd, Johnson och Morgan County. 

## Geografi
Enligt United States Census Bureau så har countyt en total area på 801 km². 801 km² av den arean är land och 0 km² är vatten. 

### Angränsande countyn
- Morgan County - nordväst
- Johnson County - nordost
- Floyd County - sydost
- Knott County - söder
- Breathitt County - sydväst
- Wolfe County - väst